# Sapogne-sur-Marche
Sapogne-sur-Marche é uma comuna francesa na região administrativa de Grande Leste, no departamento das Ardenas. Estende-se por uma área de 5,41 km². Em 2010 a comuna tinha 141 habitantes (densidade: 26,1 hab./km²).